# Andeville
Andeville – miejscowość i gmina we Francji, w regionie Hauts-de-France, w departamencie Oise.
Według danych na rok 1990 gminę zamieszkiwały 2282 osoby, a gęstość zaludnienia wynosiła 547 osób/km² (wśród 2293 gmin Pikardii Andeville plasuje się na 116. miejscu pod względem liczby ludności, natomiast pod względem powierzchni na miejscu 952.).